# За крст часни и слободу златну
За крст часни и слободу златну, српска је изрека која се као слободарски поклич углавном користила у односу на ослобођење Срба од турске власти на Балкану.

## Историја
Слободарска идеја једна је од основних одлика Срба. Тако се српски отпор окупаторима у народу прослављао као јунаштво. У народној традицији су опјевани Милош Обилић који је убио турског султана Мурата I у Косовској бици, као и кнез Лазар, који се жртвовао за слободу. Дубровачка република је на секундарној застави имала натпис на латинском језику, а у народном духу: LIBERTAS (слобода), а у Црној Гори је и за вријеме теократије, књажевине и краљевине кориштена народна изрека да је Црна Гора посљедња искра српске слободе. Гаврило Принцип који је убио представника окупаторске власти Франца Фердинанда, жртвовао је свој живот за слободу, и као такав се од Срба прославља. Отуда је изрека За крст часни и слободу златну нашла погодно тло у српском народном бићу.
Историчар Дејан Ристић је у јавност изнео тврдњу да се овај поклич никада у српској историји није користио од српских владара и да је само приписиван многим историјским личностима, кнезу Лазару и другима. По његовим сазнањима, први помен овог поклича је из 19. вијека у дјелу Ивана Мажуранића Смрт Смаил-аге Ченгића. Постоје сумње да ли је аутор тог спјева Мажуранић или Његош (Његош је рекао Љуби Ненадовићу да је написао једну пјесму о Ченгићу, али дође један па зациганчи: Дај ми, дај ми! и ја му дадох. А пријепис ми није остао.). Ранији историчар Гргур Јакшић у књизи Зетски митрополит Данило I и ослобођење Црне Горе пише да је цетињски Митрополит Данило Петровић у прољеће 1712. године, пред напад Ахмет паше на Црну Гору, црногорским главарима на великој скупштини на Цетињу, између осталога рекао: Чули сте да се варвар азијатски кренуо да и ову последњу искру наше слободе угаси! Недајте се Црногорци!... Напријед јунаци за крст часни и слободу златну. Уколико су ово датирање и изјава аутентични, по томе је изрека ипак изречена од бар једног српског црквено-народног владара у Црној Гори и то 102 године прије него што је рођен Иван Мажуранић. Јакшић је за ту књигу награђен са сто динара од београдске Општине по препоруци Академског Сената Велике Школе, а Иларион Руварац је имао лоше мишљење о тој књизи.
Крст који се помиње у изреци, може упућивати на то да је ова народна изрека настала у српској православној средини, јер католици на просторима Балкана користе назив криж. Католици који су користили ову изреку су углавном живјели или и данас живе у срединама гдје се вјековима српски православни народ, силом власти покатоличавао и расрбљавао, као у Боки которској, Далмацији, Лици, Славонији... гдје је и Штросмајер користио за себе, народни-православни назив владика  (Свећеник сам и владика). Католички свештеник из Славоније, Брођанин Мато Топаловић, који се опирао хрватизацији Славоније и Славонаца, користио је назив крст (керст), а и његов савременик и суграђанин, Србин католик Игњат Алојзије Брлић исто је користио назив крст, као и остали, православни Срби.

## Неки примјери помињања Часног крста и ове изреке

### 13. и 14. вијек
Српска краљица Јелена Анжујска у својој хрисовуљи (којом оставља село Крњице и уљаник у Крушевцу и 100 перпера од трга Светог Срђа светом Николи) наводи: ...и да га порази сила честнаго и животворјешчаго крста... И Јеленин син, српски краљ Стефан Милутин у хрисовуљи спомиње честни крст Христов. Стефан Дечански на крају хрисовуље из 1326. године спомиње силу честнаго и животворјешчаго крста.

### 15. вијек
У Оснивачкој повељи Цетињског манастира (Хрисовуљи) господара Ивана Црнојевића је наведено да онога кога одреди Бог да након њега влада том земљом, моли и заклиње, да то што је Иван Црнојевић приложио, узаконио и потврдио, остане на вијеке нетакнуто, као што и он ништа није узео светим црквама, но колико је могао приложио и потврдио. Даље се наводи, да ако кога научи сијач злоће и наш противник ђаво да штогод одузме од овога што је записано, такав да буде проклет од Бога и силе часнога и животворног крста... и да буде подобан Јуди издајнику (4. јануара 6993. године на Ријеци, У Христа Бога благовјерни и Богом чувани Господар зетски Иван Црнојевић). Стефан Вукчић Косача у писму из 1453. пише: ...заклинам се...и в силу частнаго и животворјашчаго крста господња...  Када је умро херцег (војвода) Светог Саве, по којем је Херцеговина и добила име, Стефан Вукчић Косача, његови синови се нису јавили за његову оставу (поклад) у Дубровнику. Зато су Дубровчани написали писмо из којег се види да се заклињу да туђу имовину која се код њих чува, неће дирати. У писму између осталога пише: ...ротисмо се и заклесмо на светом Евангелију Божијем и на Часном Крсту...  Из наведенога се види да се израз Часни крст код Срба користио и у 15. вијеку и да има дугу традицију, која се доласком Турака и губљењем слободе, преточила у изреку у којој се спомиње и борба за златну слободу.

### 17. вијек
Иван Гундулић, по Томановићу први апостол српске мисли у српској књижевности у Далмацији, био је аутор Химне слободи у којој у првом стиху пише: О лијепа, о драга, о слатка слободо.
Владика Цетиња и Скендерије Висарион Бориловић Бајица, 10. децембра 1678. године у писму млетачком провидуру Далмације и Арбаније, Јеролиму Корнеру, пише да су Кучи и други Брђани разбили турску војску. Препоручује 2000 Црногораца млетачкој служби, који би с барјаком од свете вјере, тј. са часним крстом, били пред њима (непријатељима).

### 18. вијек
Владика Данило Петровић 1712. године, храбри Црногорце пред бој против Турака: Недајте се Црногорци!... Напријед јунаци за крст часни и слободу златну. Војвода и гувернадур брдски Илија Дрекаловић, из Куча, 15. септембра 1755, пише владикама Сави и Василију: ... Исто како су учињели Црногорци и Приморци, и ми се кунемо на светом Јеванђељу да нећемо штеђети своје крви за крст часни и своје отечество. Законик Стега црногорска и брдска из 1796. садржао је у петом дијелу и ријечи којима су се главари, старјешине и цијели збор заклињали: ...цјелујући честни и животворјашчи крест и свјатоје евангелије... 

### 19. вијек
Законик опшчи црногорски и брдски из 1803. године је имао на крају (33. члан) идентичне ријечи као и Стега, са додатком на крају: ...цјелујући честни... крст... и свајатија мошчи великомуеника Пантелеимона. 
Српски историчар Андрија Лубурић је у књизи из 1940. о династији Петровић написао да су се вође српских усташа на челу с Карађорђем обратиле из Биограда у табору сербском, 27. августа 1804. писмом, преко Арсенија Гаговића, Херцеговцима, с позивом за заједнички рад против Турака. У писму је наведено и: ... Ми кад почнемо сами за свое отечество, за частниј крст воевати сваки цар христијански хоће нам помоћ дати... На крају писма, први од потписника је Карађорђе, а након свих потписника пише: У имје цјеле Сербие. Острошки монах Петроније Дамјановић с главарима који су се затекли на Острогу, упутио је писмо владици Петру 24. новембра 1805. молећи помоћ против Турака: ...помозите браћо за Бога, за часни крст...
Виала де Сомијер је био фанцуски командант Херцег Новог 1808. и Котора 1810. године. У Паризу је 1820. објавио двотомну књигу о Црној Гори у периоду од 1807.-1813.. Упознавши митрополита Петра I и Црногорце, записао је: Владика и његови свештеници знали су да искористе ово расположење. На крст су се заклињали да ће пролити и последњу кап крви за одбрану слободе и вјере. У свим црквама читале су се молитве и у помоћ призивали свеци.
Лазар Томановић је цитирао професора, капетана и честититог Србина Мату Мршу, савременика и свједока догађаја, који му је причао о грчком рату за независност (1821-1830) и учешћу неких Бокеља у том рату. Говорећи о ослобођењу Триполице од Турака, Мрша наводи да, када се почело дијелити благо и робље, Васо је узео само оружје неког турског великаша, којег је убио. Васо је рекао да у Грецију није дошао да се обогати, него да се бори за часни крст и златну слободу. Васо Брајовић је умро 1847. године, годину дана након Мажуранићевог објављивања спјева Смрт Смаил-аге Ченгића. Марко Радуловић из Мојдежа имао је 18 година када је кренуо да се бори за слободу грчку и да положи свој живот за крст и слободу.
Иван Мажуранић је 1846. године објавио историјски спјев Смрт Смаил-аге Ченгића и у описима Црне Горе и тадашњних Црногораца, у пјевању под називом Чета пише:  
| „ | Подиже се чета мала, на Цетињу Црне Горе. ... Којино ће умријети за крст часни, кијем се крсти, за крст часни и слободу златну. | ” |

Николо Томазео је 1847. године објавио дјело Dei canti del popolo serbo e dalmata у којем између осталога пише: Србија је задивила свијет устајући, прва на Балкану, да се бори у свето име отаџбине за крст часни и слободу златну, а у славу Бога и имена свог! 
Сенатори на Цетињу су се књазу заклињали 1852. године и овим ријечима: ... Тако нам овога часога крста... Иднетична је била заклетва и капетана и перјаника, исте године. Данилов законик из 1855. се потврђивао заклетвом на крст частни и свето јеванђеље. 
Војвода Мирко Петровић Његош је у својој пјесми Бој на Колашину из 1858. године написао:
| „ | За крст часни и вјеру хришћанску, И за славу имена српскога. | ” |

Аделина Паулина Ирби је у својој књизи Путовање по словенским земљама Турске у Европи из 1866. (издање на српском је из 1868) написала да жене у Црној Гори не изостају из бојева. Намјестиле би се на некаквој високој стијени, гледале би бој и сокололе би јунаке ријечима: Напријед, напријед јунаци српски! За крс часни и слободу српску.
Миховил Павлиновић је у Подгори 1865. године написао текст Из повјести Црногорске Арбанаске који је објављен 1866. године у црногорском годишњаку Орлић. У тексту пише да су се у Љешу 1444. године скупљали јунаци код цркве Светог Николе око частнога крста под бојним оружијем. Спомиње крсташ барјак Сибињанин Јанка и да су Кројани завапили: Слобода! Тим гласом брда су се часним крстом прекрстила. Мурат је хтјео да разбучи гнијездо слободе, а народ је позван да развије крсташе барјаке, да сложно бране вјеру, завичај и народну слободу. Часни крст, знамење вјере не треба да дијели православне и католике када се сви боре за вјеру Христову. Записао је и да се Иван-бег, син Стефанов са Жабљака склонио на Цетиње, да храни (чува) заставу србске слободе. Павлиновић је прво у Народном листу 1864, а затим у Орлићу 1866. објавио пјесму Збогом, побратиму Јовану Сундечићу. Два стиха у тој пјесми су: За крст часни, за слободу. 
Јован Сундечић је у пјесми Славна смрт сердара Тура Пламенца (уломак из црногорско-турског рата од год. 1862) у два стиха написао: За крст часни и слободу. и Паде за крст и слободу.
Шимун Милиновић је од 1873—1875. објављивао текстове у Виенцу под насловом Хрватске успомене у Далмацији. У једном од текстова је записао: Лишени помоћи, лишени и хајства, за крст свети и слободу златну, бране чврсте хрватске деснице своју милу домовину... а уз то бране и циелу Европу од крволочних насртаја, од немила пораза и клетог робства.
Машо Врбица у свом писму Херцеговцима и Црногорцима од 15. августа 1876. пише да он позива и очекује јунаке који ће за славу витешког имена српскога за крст часни и слободу златну, прије јуначки умријети, него што ће допустити да му образ стидом запламти на јуначком збору.
Јосеф Холечек у својој књизи Црна Гора из 1877. (издање на српском је из 1995) пише да је и тада Црногорцима који иду против Турака гесло: За крст часни и слободу златну!
Никола I Петровић Његош је 26. октобра 1886. при свечаном отварању Миркове вароши (новог дијела Подгорице) и откривању споменика његовом оцу, војводи Мирку, између осталога рекао: ... За цијела четири вијека Српству је суђено било да ускочким животом брани слободу своју и да из мора, у којем је била утонула српска слобода и самосталност, изнесе на ловћенске висове сломљени брод српски са остацима српске државе... казиваће вјечито потомству нашем што је Црногорац, вјеран Богу и отаџбини својој, кадр био да учини за крст часни и слободу златну.   Он је у посвети Балканској царици написао: ...крај символа, крст-слободе.
Јосип Јурај Штросмајер је прочитао у Риму пред папом Лавом XIII, говор састављен у Загребу на Биелу недјељу 1888, у којем пише и: Ми Хрвати... нећемо да смо невриедни унуци оних дједова, који за часни крст и слободу,... нису марили умриети.
У школама Црне Горе се обиљежавао и Видовдан. О томе свједочанство даје Љетопис Основне школе на Корнету у Љешанској нахији од 8. маја 1889. године. Ту се наводи да ће учитељ говорити бесједу петстогодишњице Косовске, за упокој погипшијех бораца на Косово, који су вољели за крст часни и слободу своју живот дати.
Марко Миљанов у књизи Живот и обичаји Арбанаса спомиње свог погинулог ратног друга Илију, који би се заклињао ријечима Часнога ми крста!. У том крају се заклињало и: Часнога ми крста и за име светога Василије!  Црногорски војник је у својим највећим мукама увијек поносно изговарао За крст часни и слободу златну, подразумјевајући под ријечима крст часни православну вјеру.
Иларион Руварац у MONTENEGRINI цитира дио књиге Шиме Љубића, у којој он Црногорце хвали као оне који су кроз толика стољећа у оним кршним врлетима, знали јуначки обранити крст и слободу златну. Руварац наводи да се та изрека тада (у његово вријеме) користила. Спомиње је и Лазар Т. Перовић на Цетињу на Никољдан 1895. у контексту приче о теократији у Црној Гори. Перовић о томе пише у поестко патриотском духу, да је мач азијатски готово сву Европу узбуркао, а у Зетским равницама је свјетлуцало малено огњиште, из кога је треперио пламен, и у тај пламен је упро очи скоро цијели српски поробљени народ. Сиротиња славне Зете је дала завјет да ће до посљедње капи крви чувати то своје свето огњиште. Изнад њега су повили барјак у који урезаше слова, симбол борбе: За крст часни и слободу златну.
Лазар Томановић је у својој полемичкој књизи Г. Руварац и Монтенегрина, написао о Црногорцима: ...борећи се за слободу своје отаџбине и за часни крст.
Јосип Јурај Штросмајер је у једном од својих говора рекао: Ми смо четири дуга вијека крв нашу ријеком пролијевали за крст свети и слободу златну.
Павле Ровински у једном од својих текстова пише да је За крст часни! био једини поклич Црногораца, на који сваки устаје и лети у борбу, заборављјући дом, дјецу и све шти му је драгоцјено. Исти аутор у другом тому Етнографије Црне Горе пише да су црногорски четници све радили у име идеје за крст часни и слободу. Говорили су и: У име Бога, за крст часни! 

#### Цетињски часописЛуча
У првом броју Луче, за јануар 1895, у пјесми Филипа Ковачевића, поводом смрти мајке књаза Николе, пише и: У одсудне часе Црне Горе, Ти улогу играла су знатну, Бојни гени и Мужу и Сину, За крст часни и слободу златну.

#### Цетињски листГлас Црногорца
Глас Црногорца је обавијестио црногорску јавност да ће се у четвртак 15. јуна 1889. на 500. годишњицу Видовдана, служити по свој Црној Гори, у свакој православној богомољи, парастос за покој душа свих јунака, погинулих тада за крст и слободу.

#### Никшићки листНевесиње
Никшићки лист Невесиње у једном полемичном тексту из маја 1898. године, одговара новинама Бошњак: ... Кажеш нам да смо хајдуци. И то је истина, али хајдуци за златну слободу, а не хајдуци да туђе отимљемо и да се туђом муком гојимо као ви тамо...  И у другим бројевима истог листа су бројни чланци који садрже ову изреку. Тако у чланку Видов-дан пише: Пет стотина су година како мучени Србин са поносом се сјећа сјајнијех дана по Српство, сјећа се онијех витезова, који су се борили и крв лили за крст часни и слободу златну... против поплаве азијацког некрста... , а у чланку Једна истина пише: ... Невесињска је пушка пукла у обрану часнога крста и златне српске слободе, па данас у Босни и Херцеговини крст је паћеном српском народу угрожен, а слободе ни за лијек.  У поновном одговору Бошњаку се наводи: Бошњак се бајаги насмијао кад рекосмо, да су Црногорци били хајдуци за крст часни и слободу златну. 
У овим новинама је објављена и пјесма Поздрав мајци и у једној строфи пише:
| „ | Онај коме није жао, За крст часни живот дати, Онај који само знаде за слободу војевати. | ” |

 Новица Николић завршава своју пјесму Чујете ли? ријечима За крст часни и слободу!  У чланку о Херцеговачком устанку се констатује да се ту ратовало за крст часни и слободу златну. Учитељ Коста Лучић одржао је говор на скупу код манастира Подмалинско на Велику Госпојину 1898. године и споменуо је српске витезове који су за крст часни и слободу златну крв своју пролили и који су нам у аманет оставили да се по њиховом примјеру боримо против свакога онога, који би нам у те светиње наше дирнуо. Васојевићи су 7. децембра 1898. свечано прославили имендан свог ослободиоца од турске власти, књаза Николе Петровића, Никољдан. У чланку о том догађају се наводи да су то прославили онако како доликује потомцима славних предака, који су доста мученичке крви просули борећи се за Крст часни и слободу златну.

#### Никшићки листОногошт
Никшићки лист Оногошт, који је био наставак забрањеног листа Невесиње, само са новим именом, поводом 50 година монаштва Нићифора Дучића о њему је писао 1899. године, да се борио оружјем у руци, за крст часни и слободу златну. У првом броју за 1900. годину у чланку Бури и Срби се поставља питање зашто је Карађорђе подигао устанак и даје се одговор да је то урађено За крст часни и слободу златну, за свој дом, за слободу српског народа. Констатује се да се никада, ни часа, у Србима није могао сасвим угушити осјећај слободе. Иако толико и толико угушиван, он би тињао, да послије тим јачим пламеном букне.
У писму из Петрограда од 14. јануара 1900. Ј. Анџелацки описује прославу Светог Саве у Казањској саборној цркви. Поред Руса, свечаности су присуствовали и Срби из Црне Горе и Србије. Атанасије Васиљев Васиљевич је у свом говору рекао да од када је био у Црној Гори и Херцеговини, и својим очима видјео српске витезове на бојноме пољу, гдје јуначки умиру и крв своју пролијевају за крст часни и слободу златну, да је српски народ заволио још више. Учитељ Арсо Минић је у допису из Колашина, од 23. септембра 1900. године, у контексту писања о 22 године ослобођења тога мјеста од Турака, записао да су ту падали српски мученици за крст часни и слободу златну и да је то за њих трајна успомена. Црна Гора му је једина искра српске слободе, на коју су сви Срби гледали као на своју избавитељку.

#### Сарајевски листБосанска вила
Сарајевски лист Босанска вила је 1898. године објављивао текстове о Старини Новаку. Један је текст написао Вид Вукасовић Вулетић у Дубровнику, на Никољдан 1897, а други, о пећини Старине Новака, је написао јерођакон из Доње Тузле Василије Ћуковић. Оба наслова и поднаслова су исти. Наслов је Старина Новак, а поднаслов: или почетак борбе за крст часни и слободу златну.

### 20. вијек
Драгутин Франић, Буњевац родом из Смиљана, је у својој путописној књизи, објављеној 1901. године, описујући пут из Котора у Црну Гору записао да је на пријевоју Крстац било све величанствено, Ловћен и часни крст што над њим виси... О Црној Гори је записао да је то земља која је породила многе јунаке за крст часни и слободу златну, а Црну Гору и Брда је назвао гнијездом српске слободе. Њеног тадашњег владара, књаза Николу је назвао жарким српским родољубом. Описујући пут од Сења ка пријевоју Вратнику, назива га кршним и да сваки његов кук чува жалосне приче, које нам казују, како су наши храбри приморци (Ускоци) крварили с душманима крста часног и слободе златне. О Лици, кршној постојбини личких соколова (јунака) је записао: Здраво да си света грудо и мојих пређа, који те својом крви натопише у дуготрајним и љутим окршајима за крст часни и слободу златну. И други Смиљанац, Никола Тесла је у својој преписци писао о борби српског народа за идеале хришћанства и за Крст Часни и слободу златну.
Устав Црне Горе из 1905. је имао у свом 22. члану, текст заклетве коју књаз полаже приликом примања власти пред Народном скупштином. Између осталога пише и: ... Како се право заклео онако ми Бог помогао... и овај часни крст... 
Зећанин из Подгорице Нешо Станић је о устаницима (које назива усташама) из 1875. године у Херцеговини, записао у својој књизи из 1907. године, да нису жалили своју драгоцјену крв пролити за крст часни и слободу златну.
Милена Петровић Његош је 6. априла 1910. из Ријеке Црнојевића честитала Митрофану Бану 25. годишњицу архијерејске службе и између осталога је написала: Са дивљењем сам пратила... ток вашег трудољубивог живота, који сте украсили врлинама смиреног монаха и молитвеника, храброг борца за крст часни и слободу златну... 
Текст са насловом Наша народна пјесма, српског професора из Загреба, Богдана Ластавице, објављен је у Српском Колу 1911. године. У њему се наводи да су јуначке народне пјесме право огледало наше душе и да јунаци један за другога не жале крви своје, а сви скупа за крст часни и слободу златну.
Дубровачки часопис Црвена Хрватска је у јеку Првог балканског рата позивала на помоћ српској и црногорској браћи, храбрим борцима за Крст часни и слободу златну, подсјећајући јавност на традицију пружања помоћи босанско-херцеговачким устаницима против некрста 1875-1878. Непосредно по избијању рата у Дубровнику је основан Одбор за скупљање прилога Црвеног Крста балканских кршћанских народа. Сапредсједници одбора били су Луце уд. Зоре (удовица Лука Зоре) и др. Мелко Чингрија, а један од секретара био је Франо Кулишић (један од секретара и Дубровачке Матице српске). Позив Одбора народу да се укључи у хуманитарну акцију завршавао је: Дубровчани! У име те свете задужбине отаца нашијех, позивљемо Вас, да пружите опет мелем самилости и помоћи Онима који још увијек умиру за Крс часни и Слободу златну! Дубровниче! Повиј ране браћи, е да им твој дарак рече: Ово ти шаље, као онда, наша Вјера, наше Срце, - наше Хриди! Дубровник, 13. октобра, 1912. Мелко Чингрија је у образложењу те одлуке рекао да се Дубровник поднио онако како се имао поднијети према својој прошлости и погледом на своју будућност.
Прослава 50 година Призренске богословије, прве српске средње школе у Старој Србији, из објективних разлога није прослављена 1921. већ сљедеће, 1922. године. Првог дана свечаности, 14. октобра, откривен је први споменик Сими Игуманову и ректор богословије, архимандрит Симеон Поповић (каснији владика злетовско-струмички) је између осталога рекао: Као национални радници и борци за крст часни и слободу златну, они су одважно, самопожртвовано и јуначки одолевали свима страховитим бурама, које су се подизале на српском небу.
Краљ Александар I Карађорђевић је у повељи, приликом устоличења патријарха Димитрија Павловића 1924., на дан Успења Пресвете Богородице у Пећкој Патријаршији, споменуо и ову изреку.
Владика Николај Велимировић је писао да је у вријеме устанка народ говорио да се бори за крст часни и слободу златну и да је и сам Карађорђе употребљавао те ријечи. Он је у порти Цетињског манастира 1925. године, при преносу Његошевих костију у нову капелу на Ловћену, у бесједи између осталога рекао и: ... Ми се клањамо светоме кнезу Лазару, и клањамо се Црној Гори, што нам је одњихала таквога часног мученика за Крст часни и слободу златну. (Постоји предање да су преци кнеза Лазара из Грбља, па су називани и Грбљановићи).
Патријарх српски Гаврило (Дожић) је у Пећкој патријаршији 2. августа 1938. године, приликом ступања на пријесто српских патријараха, у својој бесједи између осталога рекао: ...а колико је њих мученика српскога рода за крст часни и слободу златну прогутао заборав историје, то може једино само Бог знати. 
Један од Шросмајерових насљедника на трону ђаковачких бискупа, Антун Акшамовић, је у свом говору Анти Павелићу, на сједници одржаној 22. априла 1941. године, између осталога рекао: Господине Поглавниче!... Бискуп и свећенство стародревне бискупије ђаковачке, која је кроз вијекове бранила најсветије идеале Хрватскога народа: Крст часни и слободу златну...
Јоаникије Липовац, митрополит црногорско-приморски је пред погубљење од комуниста, 15. јуна 1945. године, рекао мајору ОЗНЕ Радојици Раки Ивановићу да зна да одатле неће жив изаћи и видјети своје најближе и Црну Гору, Српску Спарту, зрно слободе.
Патријарх српски Герман је на прослави 750 година СПЦ у Студеници 1969. године, на литургији, између осталога рекао да се кроз вијекове гинуло за крст часни и слободу златну. И након литургије, као одговор на игуманову здравицу је рекао да је читава наша земља једна велика костурница мученика и страдалника за крст часни и за слободу отаџбине. Након тога је услиједио буран аплауз.
Дана 14. јула 1974. године, у Саборној цркви у Београду, у првој проповиједи, новоизабрани владика моравички Иринеј (каснији владика нишки и патријарх српски) је, говорећи и о Богословији у Призрену рекао: Она је увек држала високо заставу јеванђелско-светосавске философије живота и идеала косовских мученика који су положили живот свој за "крст часни и слободу златну"... 
Владика Лаврентије Трифуновић је уочи Видовдана 1989. године у Грачаници у проповједи, између осталога рекао да су се сабрали да одају достојно поштовање оној витешкој српској генерацији која, у борби за Крст и слободу, бранећи хришћанску Европу од некрста, на Видовдан прије шест вјекова, остаде ту листом на Косову. На истој прослави, 600 година од Косовске битке, и викарни владика топлички Митрофан Кодић је у својој бесједи два пута рекао да су косовски мученици положили своје животе и да су се борили, прије свега, за крст часни и слободу златну. Пригодну бесједу након парастоса на Газиместану на Видовдан 1898. године је изговорио митрополит дабробосански Владислав. Рекао је да су се окупили да се поклоне вјери и љубави косовских јунака, који су за крст часни и слободу златну свјесно у бој ишли и изгинули да би вјечно живјели.

### 21. вијек
Патријарх српски Иринеј је на Видовдан 2012. служио у Грачаници, гдје је између осталога рекао да је слобода највећи дар који је Господ дао човеку, а српска слобода везана је за крст часни за који су се борили јунаци на Косову, али и јунаци после Косовског боја, до данашњег дана, за крст часни и слободу златну. 
у Саборском код Плашког је исте године, 1. септембра 2012, католички поп Антун Лукетић предводио Крижни пут до великог крижа на брду Алану (Крижевцу) и у проповиједи је рекао да је хрватски народ у својој тешкој повијести често патио и страдао кад год се одлучио борити За Крст часни и слободу златну. 
Богољуб Шијаковић је у тексту Држава и Црква у границама права, 2013. године, поводом 1700 година од доношења Миланског едикта, којим су хришћани добили вјерску слободу, констатовао да припадамо традицији у којој се стотинама година збори и твори за крст часни и слободу златну, да је слобода златна и света и да законодавац (у Црној Гори) треба да поштује ову традицију.
Бивши митрополит црногорско-приморски Амфилохије Радовић је у бесједи на Благовијести 2013. године у манастиру Бешка рекао о цару Лазару да је свој живот положио за вјеру и отачаство, за слободу и Крст часни. На Божић, приликом прославе 100. годишњице Мојковачке битке, 2016. године у цркви Рођења Христовог у Мојковцу, између осталога, митрополит Амфилохије је рекао да се поклањамо Богу и Божићу, сјећајући се оних који су у мојковачким горама гинули за крст часни и слободу златну.
Викарни владика диоклијски Методије Остојић је бесједио на Видовдан 2019. године у манастиру Подластва у Грбљу (по локалном предању, постојбина кнеза Лазара Грбљановића-Хребељановића). У бесједи је рекао да је празник Видовдан и мучеништво Светог кнеза великомученика Лазара и оних који су ишли с њим и положили живот свој за крст часни и слободу златну није ништа друго, него најљепши цвијет људског поштења, опредјељење за слободу и љубав. Ову изреку је изговорио и у говору, приликом свог устоличења на трон владика будимљанско-никшићких, у манастиру Ђурђеви ступови у Беранама, 26. септембра 2021.
Редитељ Милорад Милинковић сматра да је слобода или чиста или никаква. Или Златна Слобода, нераздвојна од Часног Крста, или никаква. Презвитер др Живко Илић је у тексту поводом 30 година постојања Републике Српске написао да је ова изрека било основно гесло посљедњег рата у Републици Српској.
Патријарх српски Порфирије је 2. јула 2022. на 30. годишњицу страдања Срба у Средњем Подрињу и Бирчу, у Братунцу, у бесједи рекао и: ...дан наше молитве за све оне који животе дадоше као косовски јунаци за крст часни и слободу златну...
Епископ бачки Иринеј је за лист Печат, поред осталога, рекао да Србин и живот свој полаже за крст часни и слободу златну.
Ова изрека се данас углавном користи од црквених великодостојника у њиховим проповиједима. Српске православне владике су наставиле вјековну праксу, да се ова изрека и даље спомиње, док код католичких хрватских бискупа долази до напуштања ове изреке. Чује се још само код малобројних католичких свештеника у срединама које су вјековима покатоличаване.